# 금병산 (강원)
금병산(金屛山)은 대한민국 강원특별자치도 춘천시에 있는 산이다.

## 같이 보기
- 한국의 산